# Obitelj Boleyn

Obitelj Boleyn bila je istaknuta plemićka obitelj kroz duži period engleske povijesti počevši od kralja Henrik VI. pa sve do vladavine kralja Henrika VIII. Vrhunac svog utjecaja postigli su tijekom vladavine dinastije Tudor, kada je Anne Boleyn postala druga supruga i supruga-kraljica Henrika VIII. s kime je rodila kći, buduću kraljicu Elizabetu I.

## Povijest
Poznata povijest obitelji Boleyn započinje s Thomasom Boleynom, mladim farmerom u maloj župi Salle u grofoviji Norfolk koji je oženio Anne Bracton, kćer Sir Johna Bractona. Poznato je da je Thomasov otac bio Nicholas Boleyn.

### Najraniji podatci o obitelji
Najraniji dokazi koji upućuju na bilo kojega člana obitelji Boleyn na području Sallea odnose se na Johna Boleyna i Williama Boleyna koji su živjeli u trinaestom stoljeću. John Boleyn se spominje 1283. godine u Registru Walsinghamske opatije, gdje postoji zapis o tome kako je prior Walsinghama tužio Williama Boleyna iz Thurninga i priorovog ovrhovoditelja u Salleu zbog nekog računa a John Boleyn je imao ulogu jamca.
Tomasov sin, Geoffrey Boleyn, u to vrijeme zakupnik farme u Salleu, spominje se u vezi s drvenom građom za izgradnju crkve u Salleu. On je sudjelovao u izgradnji a njegov otac je donirao novac za ostakljenje prozora južnog prolaza. Geoffrey je umro 1440. i pokopan je u Salleskoj crkvi. Na mesinganoj ploči je ugaviran epitaf:

### Period u Londonu i Kentu
Geoffrey je imao troje djece: Cecily (1407. – 1458.), koja je pokopana u Blicklingu, Thomasa, (umro 1472. godine) koji je postao kanonik u kapeli sv. Stjepana u Westminsterskoj palači, vođa crkvenog zbora, ravnatelj Gonville Halla u Cambridgeu kao i koledža Svih Svetih u Maidsoneu, te mlađeg sina, također imenom Geoffrey Boleyn (1406. – 1463.) koji je u Salleu započeo karijeru kao trgovački pomoćnik, ali je napustio Norfolk da bi potražio sreću u Londonu. Vremenom je stekao veliko osobno bogatstvo i postao izuzetno cijenjen tako da je imenovan gradonačelnikom Londona (Lord mayor). Kralj Henrik VI. mu je 1457. dodijelio status viteza.
Geoffrey (mlađi) koji je oženio Anne Hoo (1424. – 1484.), kćer i nasljednicu Thomasa Hooa, Prvog baruna Hooa i Hastingsa (umro 13. veljače 1455.) i njegove prve supruge Elizabeth Wychingham.  Godine 1452. kupio je vlastelinski posjed Blickling u Norfolku od Sir Johna Fastolfa (1380. – 5. studenoga 1459.), a 1462. godine dvorac Hever u mjestu Hever u grofoviji Kent od obitelji Cobham.

### Period u Blickling Hallu
William Boleyn (1451. – 10. listopada 1505.), drugi sin Geoffreyja i Anne rođen je u rezidenciji Blickling Hall. Kralj Rikard III. proglasio ga je vitezom od Batha. William se oženio anglo-irskom damom Margaret Butler, mlađom kćeri i sunasljednicom posjeda Thomasa Butlera, 7. grofa od Ormonda, s kojom je imao desetero djece:

(1) Anne Boleyn (18. studenog 1475. – 6. siječnja 1555.) udala se za Sir Johna Sheltona
(2) Thomas Boleyn, 1. grof od Wiltshirea (oko 1477. – 12. ožujka 1538./9.), otac Anne Boleyn, druge žene Henrika VIII.
(3) John Boleyn (1481. – 1484.)
(4) Anthony Boleyn (oko 1483. – 30. rujna 1493.)
(5) Jane Boleyn (oko 1485. – 1501.) udala se za Sir Phillipa Calthorpea
(6) Alice Boleyn (oko 1487. – 1. studenog 1538.) udala se za Sir Roberta Clerea (umro 10. kolovoza 1529)
(7) Margaret Boleyn (rođena oko 1489.- ?) udala se za Johna Sackvillea
(8) William Boleyn (oko 1491. – 18. prosinca 1571.)
(9) Sir James Boleyn (oko 1493. – 5. prosinca 1561.) oženio je Elizabeth Wood
(10) Sir Edward Boleyn (rođen oko 1496. - ?) oženio je Anne Tempest